# Hummelvik, Nyköpings kommun
Hummelvik är ett fiskeläge i Sankt Nicolai socken, Nyköpings kommun.
Hummelvik kallades ursprungligen Lilla Hummelvik för att skiljas från Stora Hummelvik som låg där SSAB:s järnverk i Oxelösund numera ligger. Det var ursprungligen ett lantbruk med en liten fiskebrygga. 1908 kom Oskar Pettersson hit och började bygga upp en modern fiskehamn här. Gärden var tidigare arrendegård under Krognäs men friköptes 1916. På 1920-startade man eget fiskrökeri vid Hummelvik. Genom bidrag från A-fonden som förvaltades av KAK byggdes på 1940-talet en ny väg till Hummelvik, och samtidigt konstruerades en ny fiskehamn. Under många år var Hummelvik Sörmlands största fiskeläge. Mot slutet av 1900-talet upphörde dock uppköparna att hämta fisk i Hummelvik, och båtarna fick gå till Oxelösund i stället, och betydelsen minskade.